# Martim Fernandes Pimentel
Martim Fernandes Pimentel (Oliveira de Azeméis, Macinhata de Seixa -?) foi um nobre e militar do Reino de Portugal.

## Relações familiares
Foi filho de Fernão Fernandes Branco (1128 – 1180) e de Sancha Afonso (Nomães -?). 
Casou com Sancha Martins, filha de Martim Fernandes de Riba de Vizela (? - 1160), de quem teve:
1. Sancha Martins que casou com Estêvão Anes de Freitas,
2. Vasco Martins Pimentel (1220 -(1283) que casou por duas vezes, a primeira com Maria Anes de Fornelos e a segunda com Maria Gonçalves Portocarreiro.